# Paweł Pawlikowski
Paweł Aleksander Pawlikowski (* 15. září 1957, Varšava) je režisér a scenárista polského původu, který po většinu svého života žije a tvoří ve Velké Británii. Za své dílo získal řadu ocenění, dva z jeho celovečerních snímků získaly Cenu BAFTA za nejlepší film, za film Ida obdržel Evropskou filmovou cenu a také Oscara za nejlepší cizojazyčný film.

## Život
Narodil se v komunistickém Polsku, od 14 let žije ve Velké Británii. Od konce 80. let točil dokumentární snímky pro BBC, ve kterých skutečnost nicméně mísil s fikcí. V roce 1999 natočil nízkorozpočtový televizní film Twockers, následovaly celovečerní filmy.
V roce 2006 natočil asi 60 % adaptace románu Magnuse Millse s názvem The Restraint of Beasts. Projekt však pozastavil, protože se věnoval péči o svou ženu, která vážně onemocněla. Zemřela o několik měsíců později.

## Filmografie
- From Moscow to Pietushki with Benny Yerofeyev (1990)
- Dostojevský na cestách (Dostoevsky's Travels) (1991)
- Srbský epos (Serbian Epics) (1992)
- Tripping with Zhirinovsky (1994)
- Twockers (1998)
- The Stringer (1998)
- Poslední útočiště (Last Resort) (2000) – Cena BAFTA za nejlepší film
- Moje léto lásky (My Summer of Love) (2004) – Cena BAFTA za nejlepší film
- Žena z pátého patra (The Woman in the Fifth) (2011)
- Ida (2013) – Cena pro nejlepší film na Londýnském filmovém festivalu, Evropská filmová cena (2014), Oscar za nejlepší cizojazyčný film (2015)
- Studená válka (Zimna wojna) (2018)[2]